# SM-liiga 1994/95
Die Saison 1994/95 war die 20. Spielzeit der SM-liiga. Zum sechsten Mal seit der Gründung der SM-liiga und zum siebten Mal insgesamt wurde TPS Turku Finnischer Eishockey-Meister.

## Reguläre Saison

### Modus
Jedes Team musste viermal gegen jedes andere Team in der Liga und sechsmal zusätzlich gegen örtlich nahegelegene Mannschaften spielen. Jedes Spiel bestand aus drei Dritteln à 20 Minuten Spielzeit. Wurde nach der regulären Spielzeit kein Sieger gefunden, wurde das Spiel als unentschieden gewertet.
Ein Sieg brachte einer Mannschaft zwei Punkte. Ein Unentschieden wurde mit einem Punkt vergütet. Für eine Niederlage gab es keine Punkte.

### Abschlusstabelle
Abkürzungen: Sp = Spiele, S = Siege, U = Unentschieden, N = Niederlagen, T = Tore, GT = Gegentore, TD = Tordifferenz
| Pl  | Mannschaft | Sp | S  | U  | N  | T   | GT  | TD  | Punkte |
| --- | ---------- | -- | -- | -- | -- | --- | --- | --- | ------ |
| 1.  | Jokerit    | 50 | 34 | 6  | 10 | 202 | 122 | +80 | 74     |
| 2.  | Lukko      | 50 | 29 | 9  | 12 | 210 | 134 | +76 | 67     |
| 3.  | HIFK       | 50 | 32 | 3  | 15 | 203 | 141 | +62 | 67     |
| 4.  | TPS        | 50 | 30 | 3  | 17 | 219 | 149 | +70 | 63     |
| 5.  | JyP HT     | 50 | 22 | 8  | 20 | 164 | 181 | −17 | 52     |
| 6.  | Ässät      | 50 | 20 | 11 | 19 | 164 | 166 | −2  | 51     |
| 7.  | K-Espoo    | 50 | 20 | 4  | 26 | 154 | 169 | −15 | 44     |
| 8.  | KalPa      | 50 | 17 | 8  | 25 | 154 | 195 | −41 | 42     |
| 9.  | HPK        | 50 | 16 | 7  | 27 | 170 | 197 | −27 | 39     |
| 10. | TuTo       | 50 | 18 | 0  | 32 | 152 | 227 | −46 | 36     |
| 11. | Tappara    | 50 | 16 | 4  | 30 | 154 | 221 | −75 | 36     |
| 12. | Ilves      | 50 | 12 | 5  | 33 | 152 | 196 | −44 | 29     |

## Play-offs

### Modus
Die Plätze 1–8 waren für die Play-offs qualifiziert. Für das Halbfinale qualifizierten sich die Mannschaften, die im Viertelfinale gegen ihren Gegner von fünf Spielen die meisten gewonnen hatten. Im Halbfinale wurde ebenfalls nach dem Modus Best-of-5 gespielt. Die Sieger der Halbfinals zogen ins Finale ein, während die Verlierer im kleinen Finale um den dritten Platz spielten. Im Finale wurden wieder fünf Spiele gespielt. Wer die meisten Spiele gewann, war Sieger der Saison. In der Runde um Platz 3 wurde lediglich ein Spiel gespielt.
Die jeweiligen Gegner wurden so zusammengestellt, dass die bestplatzierte Mannschaft gegen die schlechteste spielt, die zweitbeste, gegen die zweitschlechteste, und so weiter.
Ein Spiel dauerte, so wie in der Hauptsaison, insgesamt 60 Minuten. Nach der regulären Zeit wurden Verlängerungen von jeweils 20 Minuten Länge gespielt, bis ein Sieger durch ein entscheidendes Tor gefunden wurde.

### Turnierbaum
|  | Viertelfinale | Viertelfinale |         |       | Halbfinale       | Halbfinale |  |  | Finale | Finale |
|  |               |               |         |       |                  |            |  |  |        |        |
|  |               |               |         |       |                  |            |  |  |        |        |
|  | Jokerit       | 3             |         |       |                  |            |  |  |        |        |
|  | Jokerit       | 3             |         |       |                  |            |  |  |        |        |
|  | KalPa         | 0             |         |       |                  |            |  |  |        |        |
|  | KalPa         | 0             | Jokerit | 3     |                  |            |  |  |        |        |
|  |               |               | Jokerit | 3     |                  |            |  |  |        |        |
|  |               | Ässät         | 0       |       |                  |            |  |  |        |        |
|  | HIFK          | Ässät         | 0       | 0     |                  |            |  |  |        |        |
|  | HIFK          |               |         | 0     |                  |            |  |  |        |        |
|  | Ässät         | 3             |         |       |                  |            |  |  |        |        |
|  |               |               | Jokerit | 2     |                  |            |  |  |        |        |
|  |               |               |         | TPS   | 3                |            |  |  |        |        |
|  | Lukko         | 3             |         |       |                  |            |  |  |        |        |
|  | K-Espoo       | 1             |         |       |                  |            |  |  |        |        |
|  | K-Espoo       | 1             | Lukko   | 1     |                  |            |  |  |        |        |
|  |               |               | Lukko   | 1     | Spiel um Platz 3 |            |  |  |        |        |
|  |               | TPS           | 3       |       |                  |            |  |  |        |        |
|  | TPS           | TPS           | 3       | 3     | Lukko            | 0          |  |  |        |        |
|  | TPS           |               |         | 3     | Lukko            | 0          |  |  |        |        |
|  | JyP HT        | 1             |         | Ässät | 1                |            |  |  |        |        |
|  | JyP HT        | 1             |         |       | 1                |            |  |  |        |        |
|  |               |               |         |       |                  |            |  |  |        |        |

### Viertelfinale
| Jokerit – KalPa                    | Jokerit – KalPa | Jokerit – KalPa | Jokerit – KalPa |
| ---------------------------------- | --------------- | --------------- | --------------- |
| Jokerit                            | KalPa           | 6-3             |                 |
| KalPa                              | Jokerit         | 0-6             |                 |
| Jokerit                            | KalPa           | 5-1             |                 |
| Jokerit gewinnt die Runde mit 3:0. |                 |                 |                 |

| Lukko – Kiekko-Espoo             | Lukko – Kiekko-Espoo | Lukko – Kiekko-Espoo | Lukko – Kiekko-Espoo |
| -------------------------------- | -------------------- | -------------------- | -------------------- |
| Lukko                            | K-Espoo              | 4-3 n. V.            |                      |
| K-Espoo                          | Lukko                | 4-2                  |                      |
| Lukko                            | K-Espoo              | 2-1 n. V.            |                      |
| K-Espoo                          | Lukko                | 3-4                  |                      |
| Lukko gewinnt die Runde mit 3:1. |                      |                      |                      |

| HIFK – Ässät                     | HIFK – Ässät | HIFK – Ässät | HIFK – Ässät |
| -------------------------------- | ------------ | ------------ | ------------ |
| HIFK                             | Ässät        | 1-2          |              |
| Ässät                            | HIFK         | 3-0          |              |
| HIFK                             | Ässät        | 0-1          |              |
| Ässät gewinnt die Runde mit 3:0. |              |              |              |

| TPS – JyP HT                   | TPS – JyP HT | TPS – JyP HT | TPS – JyP HT |
| ------------------------------ | ------------ | ------------ | ------------ |
| TPS                            | JyP HT       | 2-1 n. V.    |              |
| JyP HT                         | TPS          | 4-2          |              |
| TPS                            | JyP HT       | 4-3          |              |
| JyP HT                         | TPS          | 0-8          |              |
| TPS gewinnt die Runde mit 3:1. |              |              |              |

### Halbfinale
| Jokerit – Ässät                    | Jokerit – Ässät | Jokerit – Ässät | Jokerit – Ässät |
| ---------------------------------- | --------------- | --------------- | --------------- |
| Jokerit                            | Ässät           | 6-0             |                 |
| Ässät                              | Jokerit         | 3-4 n. V.       |                 |
| Jokerit                            | Ässät           | 7-0             |                 |
| Jokerit gewinnt die Runde mit 3:0. |                 |                 |                 |

| Lukko – TPS                    | Lukko – TPS | Lukko – TPS | Lukko – TPS |
| ------------------------------ | ----------- | ----------- | ----------- |
| Lukko                          | TPS         | 4-6         |             |
| TPS                            | Lukko       | 3-4         |             |
| Lukko                          | TPS         | 4-6         |             |
| TPS                            | Lukko       | 4-3         |             |
| TPS gewinnt die Runde mit 1:3. |             |             |             |

### Dritter Platz
| Lukko – Ässät         | Lukko – Ässät | Lukko – Ässät | Lukko – Ässät |
| --------------------- | ------------- | ------------- | ------------- |
| Lukko                 | Ässät         | 0-3           |               |
| Ässät gewinnt Bronze. |               |               |               |

### Finale
| Jokerit – TPS                                                 | Jokerit – TPS | Jokerit – TPS | Jokerit – TPS |
| ------------------------------------------------------------- | ------------- | ------------- | ------------- |
| Jokerit                                                       | TPS           | 2-1           |               |
| TPS                                                           | Jokerit       | 3-1           |               |
| Jokerit                                                       | TPS           | 5-2           |               |
| TPS                                                           | Jokerit       | 5-2           |               |
| Jokerit                                                       | TPS           | 1-5           |               |
| TPS gewinnt die Meisterschaft mit 2:3. Jokerit erhält Silber. |               |               |               |

### Finnischer Meister
| Finnischer Meister TPS Turku | Torhüter: Miikka Kiprusoff, Kimmo Lecklin, Fredrik Norrena, Jouni Rokama Verteidiger: Aki-Petteri Berg, Tuomas Grönman, Kari Harila, Marko Kiprusoff, Mika Lehtinen, Petteri Nummelin, Simo Rouvali, Sami Salo, Alexander Smirnow, Kimmo Timonen Angreifer: Antti Aalto, Mika Alatalo, Vjačeslavs Fanduls, Hannes Hyvönen, Saku Koivu, Jere Lehtinen, Niko Mikkola, Lasse Pirjetä, Kimmo Rintanen, Toni Sihvonen, Harri Sillgren, Raimo Summanen, Harri Suvanto, Jukka Tiilikainen, Ari Vuori Cheftrainer: Wladimir Jursinow |

## Auszeichnungen

### Trophäen
| Auszeichnung                    | Gewinner            | Team    |
| ------------------------------- | ------------------- | ------- |
| Aarne-Honkavaara-Trophäe        | Kai Nurminen        | HPK     |
| Aaro-Kivilinna-Gedenk-Trophäe   |                     | TPS     |
| Harry Lindbladin muistopalkinto |                     | Jokerit |
| Jari-Kurri-Trophäe              | Saku Koivu          | TPS     |
| Jarmo Wasaman muistopalkinto    | Joni Lehto          | Lukko   |
| Kalevi-Numminen-Trophäe         | Wladimir Jursinow   | TPS     |
| Kanada-malja                    |                     | TPS     |
| Kultainen kypärä                | Saku Koivu          | TPS     |
| Lasse-Oksanen-Trophäe           | Saku Koivu          | TPS     |
| Matti-Keinonen-Trophäe          | Veli-Pekka Kautonen | HIFK    |
| Pekka-Rautakallio-Trophäe       | Marko Kiprusoff     | TPS     |
| Pentti-Isotalo-Trophäe          | Janne Rautavuori    | –       |
| Raimo-Kilpiö-Trophäe            | Jere Lehtinen       | TPS     |
| Unto-Wiitala-Trophäe            | Rami Savolainen     | –       |
| Urpo-Ylönen-Trophäe             | Boris Rousson       | Lukko   |
| Veli-Pekka-Ketola-Trophäe       | Saku Koivu          | TPS     |

### All-Star-Team
| Tor          | Boris Rousson (Lukko) | Boris Rousson (Lukko) | Boris Rousson (Lukko) | Boris Rousson (Lukko) | Boris Rousson (Lukko) | Boris Rousson (Lukko) |
| Verteidigung | Marko Kiprusoff (TPS) | Marko Kiprusoff (TPS) | Marko Kiprusoff (TPS) | Joni Lehto (Lukko)    | Joni Lehto (Lukko)    | Joni Lehto (Lukko)    |
| Sturm        | Jere Lehtinen (TPS)   | Jere Lehtinen (TPS)   | Saku Koivu (TPS)      | Saku Koivu (TPS)      | Kai Nurminen (HPK)    | Kai Nurminen (HPK)    |